# Пяново-Дачкі
Пяново-Дачкі (пол. Pianowo-Daczki) — село в Польщі, у гміні Насельськ Новодворського повіту Мазовецького воєводства.
Населення — 173 особи (2011).
У 1975-1998 роках село належало до Цехановського воєводства.

## Демографія
Демографічна структура станом на 31 березня 2011 року:
|          | Загалом | Допрацездатний вік | Працездатний вік | Постпрацездатний вік |
| -------- | ------- | ------------------ | ---------------- | -------------------- |
| Чоловіки | 90      | 16                 | 64               | 10                   |
| Жінки    | 83      | 16                 | 50               | 17                   |
| Разом    | 173     | 32                 | 114              | 27                   |